# The Bellboy (película de 1960)
The Bellboy (El Botones en español) es una película de comedia de 1960 protagonizada, escrita, producida y dirigida por Jerry Lewis. La película fue estrenada el 20 de julio de 1960 por Paramount Pictures.

## Argumento
Un ejecutivo de cine (Jack Kruschen en un papel sin acreditar) introduce la película, explicando que la película en sí no tiene argumento, sino que simplemente muestra a Jerry Lewis en el papel de Stanley, el botones, consiguiendo en muchas situaciones ridículas por su torpe manera en una escena tras otra. Stanley no habla, excepto al final de la película. Lewis también aparece en un papel sólo de voz, interpretándose a sí mismo y acompañado por un gran séquito, mientras que su contraparte de botones simultáneamente se baja de un ascensor lleno de gente.

## Producción
Fue filmado desde el 8 de febrero hasta el 5 de marzo de 1960, y marcó el debut de Lewis como director. La filmación tuvo lugar en el Hotel Fontainebleau en Miami Beach, Florida. Lewis filmaba durante el día y realizaba presentaciones en un club por la noche.

## Cameos
Milton Berle estaba en la ciudad realizando una presentación en otro hotel mientras Lewis realizaba la película y aceptó hacer una breve aparición como él mismo y un doble rol como otro botones. El comediante y futuro coescritor junto a Lewis en varias de sus próximas películas, Bill Richmond, hizo varios cameos como Stan Laurel. El golfista profesional Cary Middlecoff apareció en la película interpretándose a sí mismo.

## Recepción
La película logró cerca de $10 millones de dólares sólo en los Estados Unidos. En 2021, la película tiene un 70% de críticas positivas en Rotten Tomatoes.